# Antroposofische pedagogiek
De antroposofische pedagogiek is een in Duitsland ontstane reformpedagogiek die is gebaseerd op de antroposofie van de Oostenrijkse esotericus Rudolf Steiner (1861-1925). 

## Menskunde
Grondslag voor de antroposofische pedagogiek is Rudolf Steiners visie op ontstaan en evolutie van mens en wereld. Deze visie heeft Steiner voor het onderwijs uitgewerkt als antroposofische menskunde. Uitgangspunt is dat een 'hogere', geestelijke wereld richting geeft aan de fysieke wereld.
Niet alleen het onderwijs, maar ook de antroposofische geneeswijze maakt gebruik van Steiners menskunde.

## Toepassing
De antroposofische pedagogiek wordt toegepast in antroposofische instituten die kinderopvang en onderwijs aanbieden. Specifiek voor het werken met kinderen met een beperking is er een antroposofische orthopedagogiek, de heilpedagogie.

## Internationaal
In Vlaanderen is de antroposofische pedagogiek bij het publiek beter bekend als steinerpedagogie, in Nederland als vrijeschoolpedagogie, in Duitsland als waldorfpedagogiek. In de Angelsaksische landen  en op internationaal vlak spreekt men over Waldorf Education.